# Сантс-Монжуїк
Сантс-Монжуїк (кат. Sants-Montjuïc) — один з десяти районів міста Барселона, з порядковим номером 3
. 
Розташований у південній частині міста, є найбільшим міським районом Барселони, що займає площу 22,94 км². 
Межує з муніципалітетами провінції Барселона Оспіталет-де-Льобрегат та Ал-Прат-да-Любрагат, а також з міськими районами Лес-Кортс, Ашямпла та Старе місто. Населення на 1 січня 2009 року складало 184 543 мешканців.

## Адміністративний поділ
До складу району Сантс-Монжуїк входять сім муніципальних округів (підрайонів, barrios). Крім того, район має у своєму складі адміністративні одиниці Монжуїк і Зона Франка-порт, які не є підрайонами, але входять до складу району Сантс-Монжуїк.
| Номер | Округ                     | Населення (2009) | Площа (га) | Щільність населення (ос/км²) |
| ----- | ------------------------- | ---------------- | ---------- | ---------------------------- |
| 11    | Ель-Побле-сек             | 41.018           | 94,3       | 43480                        |
| 12    | Ла-Марина-де-Прат-Вермель | 1.085            | 75,3       | 1440                         |
| 13    | Ла-Марина-де-Порт         | 30.128           | 125,5      | 24010                        |
| 14    | Ла-Фонт-де-ла-Гуатла      | 10.336           | 30,2       | 34210                        |
| 15    | Остафранкс                | 16.208           | 41,0       | 39510                        |
| 16    | Ла-Бордета                | 18.823           | 57,7       | 32650                        |
| 17    | Санта-Бадаль              | 24.507           | 41,1       | 59690                        |
| 18    | Сантс                     | 42.438           | 109,8      | 38660                        |
| -     | Монжуїк                   | 0                | 366,1      | 0                            |
| -     | Зона Франка-порт          | 0                | 1.353,1    | 0                            |
| III   | Сантс-Монжуїк             | 184 543          | 2 294,0    | 8040                         |

## Історія

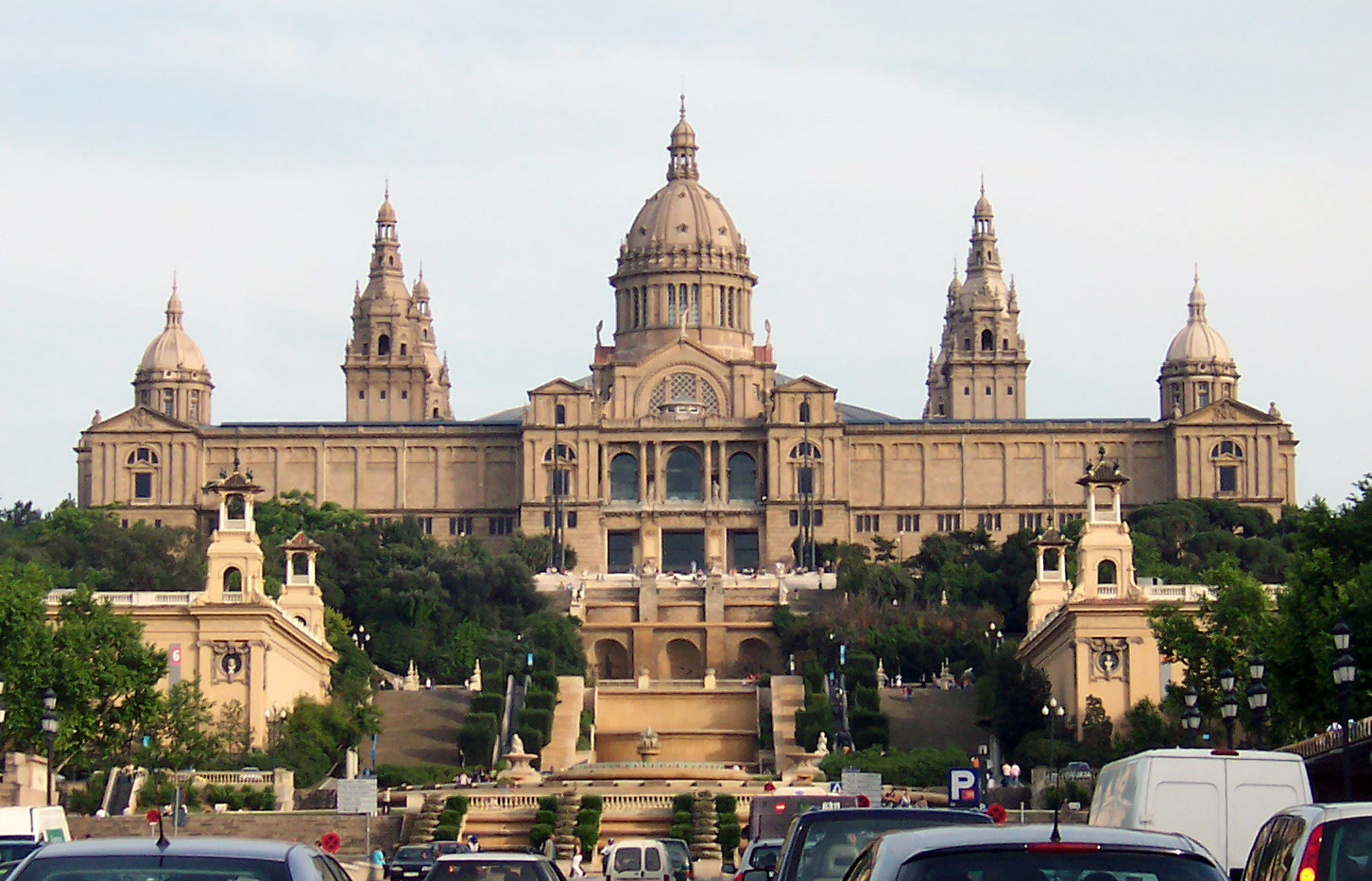
Національний музей мистецтва Каталонії біля гори Монжуїк

Територія району Сантс-Монжуік була утворена шляхом злиття двох земельних ділянок - території муніципалітету Санта-Марія-де-Сантс, відомішого як Сантс, приєднаного до Барселони (при цьому невелика ділянка території цього муніципалітету була передана району Лес-Кортс), і де-Сантс, розташована біля кварталу порту.
В 1897 році муніципалітет Сантс разом з іншими муніципалітетами комарки Барселона був приєднаний до міста Барселона. 
В ХХ столітті адміністративний поділ Барселони змінювався тричі, на 2022 рік діє поділ, прийнятий 1984 року.

### Санта-Марія-де-Сантс
Санта-Марія-де-Сантс був незалежним муніципалітетом комарки Барселона, що включав до свого складу території сучасних підрайонів Сантс, Сантс-Бадаль, Ла-Бордета, Марина-де-Порт та Ла-Марина-де-Прат-Вермель. 
Останні два підрайони нерідко поєднують під однією назвою «Марина-де-Сантс», ця територія займає район порту.
Території сучасних підрайонів Остафранкс і Ла-Фонт-де-ла-Гуатла були передані до складу міста Барселони в 1839 в обмін на частину території «Марина-де-Сантс», що належала міській раді Барселони. 
На цих територіях були виявлені залишки фортечних мурів і поховань римської епохи, що може бути свідченням того, що через це місце проходили маршрути руху римлян
.

## Визначні місця
- Монтжуїцька телевежа
- Олімпійський парк[es]